# Heinrich Schlüter
Heinrich Schlüter (Amburgo, 1815 – Königsberg, 17 marzo 1844) è stato un astronomo tedesco.

## Biografia
Schlüter si unì nel 1838 presso l'Università di Königsberg, dove fu l'allievo di Friedrich Bessel, successivamente nel 1841 fu assistente presso l'Osservatorio.
Negli anni successivi ha pubblicato diversi articoli (compreso il lavoro su stelle doppie e meteoriti, così come una stima dell'orbita della cometa C / 1843 J1 (Mauvais)) in Astronomische Nachrichten. Morì nel 1844, all'età di 29 anni.